# Zogno
Zogno é uma comuna italiana da região da Lombardia, província de Bérgamo, com cerca de 9.026 habitantes. Estende-se por uma área de 34 km², tendo uma densidade populacional de 265 hab/km². Faz fronteira com Algua, Alzano Lombardo, Bracca, Brembilla, Costa di Serina, Nembro, Ponteranica, San Pellegrino Terme, Sedrina, Sorisole.

## Demografia
| Variação demográfica do município entre 1861 e 2011                               |
|                                                                                   |
| Fonte: Istituto Nazionale di Statistica (ISTAT) - Elaboração gráfica da Wikipedia |